# 統治行為論
統治行為論（）とは、「国家統治の基本に関する高度な政治性」を有する国家の行為については、法律上の争訟として裁判所による法律判断が可能であっても、高度の政治性がある事柄に関しては司法審査の対象から除外するという理論。三権分立の民主主義国家の国際法・国家間合意に関する外交問題など国家の行く末に関わるような重大な事柄に関して、国民に選ばれた訳でなく間違った判断をした際の責任も負えない裁判所よりも国民に選挙で選ばれた政府の立場尊重を基本とするために「司法自制の原則」ともいわれる。統治行為論は、フランスの判例が採用した『acte de gouvernement（）』の理論に由来するものであり、フランスでは行政機関の行為に関して問題とされた。これに対し、アメリカでは『political question（）』と言われ、同様に選挙で選出された立法機関（議会）の行為に対しても、立法府の司法府への優越が適用される。日本では「統治行為」という名称に、フランスの影響が見られる。

## 概要
徹底した法の支配の原則を採用した日本国憲法の下においては、各機関の自律権や自由裁量に属する事項の他に、法律上の争訟とされながら司法審査が及ばない領域を認めることはできないという見解（否定説）もあるが、統治行為論を認める見解（肯定説）の方が多数説である。同様にイギリス・アメリカ・フランス・ドイツなど先進国には外交問題は裁判所（司法府）が政府（行政府）の立場を尊重する「司法自制の原則」という裁判所の判決が政府の立場と違う場合には政府の立場を尊重して優先される原則がある。 高度に政治性を有する国家行為に関しては、主権者である国民の政治的判断に依拠して、政治部門において合憲性を判断すべきであるという判断を基礎にしているが、理論的な説明としては、
- 三権分立の原則や国民主権原理の観点から、民主的基盤が弱く政治的に中立であるべき裁判所にはその性質上扱えない問題が存在することを根拠とする見解（内在的制約説）。
- 法政策的観点から裁判所が違憲・違法と判断することにより生ずる政治的混乱を回避するため自制すべき問題があることを根拠とする見解（自制説）。
- 内在的制約説を基本として自制説の趣旨を加味し、権利保障の必要性や司法手続きの能力的限界、判決の実現可能性など諸般の事情を考慮して判断するという見解（折衷説（芦部説））。

の3説がある。

### 日本における判例
砂川事件上告審判決（最高裁昭和34年12月16日大法廷判決）
「日本国とアメリカ合衆国との間の安全保障条約」の合憲性判断について、統治行為論と自由裁量論を組み合わせた変則的な理論を展開して、司法審査の対象外とした。時の最高裁判所長官・田中耕太郎が初めて用い、“日米同盟”の憲法適否が問われる問題では、以後これが定着するようになる。なお、田中のこの判決はアメリカとの裏取引を経ていたことが、2008年4月になって判明した。
苫米地事件上告審判決（最高裁昭和35年6月8日大法廷判決）
衆議院の解散の合憲性判断について、純粋な統治行為論を採用して、司法審査の対象外とした。統治行為論をほぼ純粋に認めた唯一の判例とされる。事件名は提訴した青森県選出の衆議院議員・苫米地義三にちなむ。
これ以降、議員定数不均衡訴訟などにおいて、被告の国側は統治行為論を主張するが、最高裁はそれを採用せず、裁量論で処理している。

#### その他の裁判例
長沼ナイキ事件
第一審判決（札幌地裁昭和48年9月7日判決）では一般論として統治行為論を肯定した上で、自衛隊の合憲性については統治行為論の適用を否定し、違憲判決を下した。控訴審判決（札幌高裁昭和51年8月5日判決）では札幌高等裁判所（裁判長・小河八十次）は1976年8月5日、「住民側の訴えの利益（洪水の危険）は、防衛施設庁の代替施設（ダム）建設によって補填される」として一審判決を覆し、原告の請求を棄却した。最高裁判所第一小法廷は1982年9月9日、原告適格の観点において、原告住民に訴えの利益がないとして住民側の上告を棄却し、自衛隊の合憲性については判断を回避した。
百里基地訴訟第一審判決（水戸地裁昭和52年2月17日判決）
自衛隊の合憲性判断について、砂川事件上告審判決と同様の統治行為論により、司法審査の対象外とした。